# Bateria Maħsel
Bateria Maħsel (malt. Batterija tal-Maħsel, ang. Maħsel Battery) była to bateria artyleryjska w Marsaskala na Malcie. Została zbudowana przez Zakon św. Jana w latach 1714–1716 jako jedna z serii nadbrzeżnych fortyfikacji dokoła wybrzeża Wysp Maltańskich. Bateria aktualnie nie istnieje.

## Historia
Bateria Maħsel została zbudowana w latach 1714–1716 jako część pierwszego programu budowy baterii nadbrzeżnych na Malcie. Broniła ona zatoki St. Thomas Bay na równi z baterią Riħama po przeciwnej stronie zatoki, oraz wieżą i baterią św. Tomasza osłaniającą przylądek na północ od zatoki.
Konstrukcja baterii Maħsel była podobna do baterii Riħama, miała ona pięciokątną platformę artyleryjską oraz blokhauz. Czasem była określana jako reduta, lecz była uzbrojona w działo, więc właściwie była baterią.
W roku 1761 blisko baterii zbudowane zostało umocnienie (entrenchment), którego część ciągle jest zachowana. Sama bateria już nie istnieje.